# 莱巴嫩 (俄勒冈州)
莱巴嫩（Lebanon，发音[ˈlɛbənən]），美国俄勒冈州林县的一个城市，位于该州西北部。该市总人口15,518（2010年）。
根据美国统计局统计，该市总面积17.79平方公里，其中陆地面积17.28平方公里，水域面积0.52平方公里。